# Balto 3: Křídla změny
Balto 3: Křídla změny (v anglickém originále Balto III: Wings of Change) je animovaný film z roku 2004 režiséra Phila Weinsteina. Film je volným pokračováním snímku Balto z roku 1995.

## Děj
Poloviční vlk Balto a jeho syn Kodi jdou po stopách psího spřežení. Ale pak se v Nomeu objeví obrovské letadlo, které uvede Balta do úžasu. Psi z Kodiho týmu ve spřežení se bojí, že ta velká obluda je nahradí. Pak se ale uskuteční závody mezi psím spřežením a letadlem. Spřežení vyhraje, a letadlo zabloudí v lese i s pilotem Dukem. Balto se ho vydá hledat i s husí slečnou Stellou a s medvědy Mukem a Lukem. Na pomoc mu také přijdou Baltův syn Kodi a psí spřežení. Naučili se, že nejdůležitější není práce, ale něčí život.